# 크리스 쇼워먼
크리스 샤워먼(Christopher Frederick Showerman, 1971년 6월 24일 ~ )은 미국의 배우, 각본가, 영화 제작자, 성우이다. 2003년 영화 《조지 오브 정글 2》의 조지 역할로 알려져 있다.
1971년 6월 24일 미시간주 잭슨에서 태어나 자랐다. 미시간 주립 대학교에서 음악을 전공하였고 졸업 이후 경력 활동을 시작했다.

## 영화
- 리버티 (2018년) - 브라이스 역
- 아스트로: 우주전쟁 (2018년)
- 차일드 (2017년)
- 사이버 케이스 (2015년)
- Vitals (2019)
- 비트윈 더 샌드 앤 더 스카이 (2014년)
- 룸 앤 보드 (2014, Room and Board) - 제퍼슨 역
- Commander and Chief (2012)
- 무성영화관의 밤 (2012년)
- 홀 인 원 (2010년) - 의사 해밀턴 매닝 역
- Complacent (2012)
- 잃어버린 세계를 찾아 2015 (2009, The Land That Time Forgot) - 스택 역
- 조지 오브 정글 2 (2003년) - 조지 역